# Horace Alexander
Pour les articles homonymes, voir Alexander.
Horace Gundry Alexander, né le 18 avril 1889 à Croydon et mort le 30 septembre 1989, est un Quaker britannique, professeur et écrivain, pacifiste et ornithologue. Il est le frère de Wilfred Backhouse Alexander.

## Biographie
Alexander a consacré sa vie à l'observation des oiseaux et s'est impliqué très tôt dans les mouvements de protection de l'avifaune. Il a contribué à l'ornithologie amateur moderne, discipline entre les loisirs et la contribution aux connaissances scientifiques.
Alexander a vécu l'essentiel de sa vie au Royaume-Uni, mais ses observations l'ont également conduit en Inde et aux États-Unis, où, d'ailleurs, il termine sa vie.
Il était un ami proche de Gandhi qui l'a décrit (en 1942) comme l'un des meilleurs amis britanniques de l'Inde. En 1984, Alexander reçoit la médaille Padma Bhushan, la plus grande récompense qui peut être donnée à un civil non-indien.

## Orientation bibliographique
- Richard Fitter (1990). Horace Gundry Alexander (1889-1989), The Ibis, 132 (3) : 484-486.